# Orthopsyche wardi
Orthopsyche wardi là một loài Trichoptera trong họ Hydropsychidae. Chúng phân bố ở miền Australasia.